# Yell
Yell es una de las islas del norte de las Shetland, Escocia. En el censo de 2001 tenía una población residente de 957 personas. Es la segunda isla más grande después de Mainland, con una superficie de 212 km² y es la tercera más poblada del archipiélago (decimoquinta de las islas de Escocia), después Mainland y Whalsay.
El suelo de la isla se compone en gran parte de esquisto ordenado grano de norte a sur, que fue levantado durante la orogenia caledoniana. La turba cubre dos tercios de la isla a una profundidad media de 1,5 metros.
Yell ha sido habitada desde la era neolítica, y una docena de Broch han sido identificados desde el período pre-nórdica. La dominación nórdica duró desde el siglo IX hasta el XIV, cuando el control escocés se reafirmó, compartiendo su historia desde entonces. La economía moderna de la isla se basa en el minifundio, la pesca, el transporte y el turismo. Medioambientalmente, destacan sus poblaciones de nutria europea y el escúa ártico.
De entre los edificios notables en la isla, destaca el Museo Old Haa, que data del siglo XVII, en Burravoe, la casa de un comerciante ahora convertido en un museo y centro de visitantes.